# Libertas Brianza 2015-2016
Questa voce raccoglie le informazioni riguardanti la Libertas Brianza nelle competizioni ufficiali della stagione 2015-2016.

## Stagione
La stagione 2015-16 è per la Libertas Brianza, sponsorizzata dalla Cassa Rurale, la quarta, la terza consecutiva in Serie A2; viene confermato sia l'allenatore, Massimo Della Rosa, che buona parte della rosa: tra gli acquisti quelli di Humphrey Krolis, Alessandro Preti e Claudio Caggini, mentre tra le partenze quelle di Andrea Ippolito, Mario Mercorio, Vincenzo Tamburo e Federico Bargi. Tra i confermati: Umberto Gerosa, Dario Monguzzi, Gabriele Robbiati, Nicola Tiozzo e Luca Butti.
Il campionato si apre con tre vittorie consecutive: la prima sconfitta arriva alla quarta giornata, ad opera dell'Argos Volley, e a questa seguiranno altri tre insuccessi; segue quindi un periodo di risultati altalenanti che portano la squadra di Cantù a chiudere il girone di andata all'ottavo posto in classifica, l'ultimo utile per qualificarsi alla Coppa Italia di Serie A2. Il girone di ritorno inizia con due successi, seguito poi da due gare perse: nelle sei giornate successive il club lombardo vince cinque partite, per poi concludere la regular season con tre sconfitte di fila, mantenendo l'ottavo posto in classifica, qualificandosi per i play-off promozione. Nei quarti di finale dei play-off promozione sfida è contro la Callipo Sport, la quale, grazie alla vittoria delle due gare necessarie per passare il turno, elimina la Libertas Brianza.
La squadra di Cantù ottiene la partecipazione alla Coppa Italia di Serie A2 grazie all'ottavo posto in classifica al termine del girone di andata: tuttavia la squadra viene eliminata ai quarti di finale a seguito della sconfitta per 3-2 inflitta dall'Argos Volley.

## Organigramma societario
Area direttiva
- Presidente: Ambrogio Molteni
- Vicepresidente: Raffaele Maspero

Area tecnica
- Allenatore: Massimo Della Rosa
- Allenatore in seconda: Massimo Redaelli
- Scout man: Nicola Lasio

Area comunicazione
- Ufficio stampa: Diego Fumagalli
- Area comunicazione: Diego Fumagalli

Area marketing
- Ufficio marketing: Paolo Annoni

Area sanitaria
- Medico: Cristina Della Rosa
- Preparatore atletico: Fabio Taiana
- Fisioterapista: Andrea Molteni, Marco Pellizzoni
- Ortopedico: Roberto Pelucchi
- Osteopata: Emanuele Muri
- Nutrizionista: Ferruccio Cavanna

## Rosa
| N° | Nome              | Ruolo | Data di nascita   | Nazionalità sportiva |
| -- | ----------------- | ----- | ----------------- | -------------------- |
| 1  | Fabio Molteni     | C     | 23 giugno 1990    | Italia               |
| 3  | Dario Monguzzi    | C     | 23 luglio 1984    | Italia               |
| 4  | Luca Butti        | L     | 8 dicembre 1991   | Italia               |
| 5  | Michele Groppi    | P     | 20 settembre 1986 | Italia               |
| 6  | Matteo Riva       | S     | 29 settembre 1990 | Italia               |
| 7  | Gabriele Rudi     | L     | 14 agosto 1994    | Italia               |
| 8  | Federico Mazza    | C     | 8 marzo 1996      | Italia               |
| 9  | Roberto Cominetti | S     | 20 aprile 1997    | Italia               |
| 10 | Nicola Tiozzo     | S     | 26 maggio 1993    | Italia               |
| 12 | Umberto Gerosa    | P     | 24 giugno 1977    | Italia               |
| 14 | Alessandro Preti  | S     | 7 agosto 1992     | Italia               |
| 16 | Humphrey Krolis   | S/O   | 13 luglio 1984    | Paesi Bassi          |
| 17 | Claudio Gaggini   | S/O   | 7 gennaio 1996    | Italia               |
| 18 | Gabriele Robbiati | C     | 16 dicembre 1983  | Italia               |

## Mercato
| Acquisti | Acquisti          | Acquisti           | Acquisti   |
| R.       | Nome              | da                 | Modalità   |
| -------- | ----------------- | ------------------ | ---------- |
| S        | Roberto Cominetti | Milano             | definitivo |
| S/O      | Claudio Gaggini   | Milano             | definitivo |
| S/O      | Humphrey Krolis   | Stade Poitevin     | definitivo |
| C        | Federico Mazza    | Milano             | definitivo |
| C        | Fabio Molteni     | giovanili          | definitivo |
| S        | Alessandro Preti  | Powervolley Milano | definitivo |

| Cessioni | Cessioni           | Cessioni         | Cessioni   |
| R.       | Nome               | a                | Modalità   |
| -------- | ------------------ | ---------------- | ---------- |
| C        | Federico Bargi     | Marconi          | definitivo |
| S        | Ludovico Carminati | Lupi Santa Croce | definitivo |
| L        | Mattia Fiorelli    | ?                | definitivo |
| S        | Iacopo Gatti       | ?                | definitivo |
| S        | Andrea Ippolito    | Potentino        | definitivo |
| S        | Luca Laneri        | ?                | definitivo |
| S        | Mario Mercorio     | Milano           | definitivo |
| S/O      | Andrea Santangelo  | Aversa           | definitivo |
| S/O      | Vincenzo Tamburo   | Materdomini      | definitivo |

## Risultati

### Serie A2

#### Girone di andata
| 1ª giornata - 24 ottobre 2015 Palazzetto dello Sport, Tricase | Alessano         | 1 - 3 | Libertas Brianza  | 24-26, 19-25, 25-23, 19-25        |
| 2ª giornata - 1º novembre 2015 PalaParini, Cantù              | Libertas Brianza | 3 - 1 | Club Italia       | 25-14, 25-22, 31-33, 25-19        |
| 3ª giornata - 7 novembre 2015 PalaParini, Cantù               | Libertas Brianza | 3 - 2 | Materdomini       | 25-21, 23-25, 25-21, 24-26, 15-6  |
| 4ª giornata - 25 novembre 2015 PalaPolsinelli, Sora           | Argos            | 3 - 0 | Libertas Brianza  | 25-17, 25-19, 25-18               |
| 5ª giornata - 21 novembre 2015 PalaParini, Cantù              | Libertas Brianza | 2 - 3 | Tuscania          | 20-25, 25-19, 25-19, 22-25, 5-15  |
| 6ª giornata - 29 novembre 2015 PalaManera, Mondovì            | Mondovì          | 3 - 1 | Libertas Brianza  | 28-26, 25-20, 20-25, 27-25        |
| 7ª giornata - 5 dicembre 2015 PalaParini, Cantù               | Libertas Brianza | 2 - 3 | Impavida Ortona   | 21-25, 25-20, 23-25, 25-23, 11-15 |
| 8ª giornata - 8 dicembre 2015 PalaBigi, Reggio nell'Emilia    | Tricolore        | 0 - 3 | Libertas Brianza  | 22-25, 24-26, 19-25               |
| 9ª giornata - 13 dicembre 2015 PalaPrincipi, Potenza Picena   | Potentino        | 3 - 1 | Libertas Brianza  | 26-24, 25-15, 19-25, 25-22        |
| 10ª giornata - 16 dicembre 2015 PalaParini, Cantù             | Libertas Brianza | 3 - 1 | Atlantide Brescia | 20-25, 30-28, 25-23, 25-22        |
| 11ª giornata - 19 dicembre 2015 PalaValentia, Vibo Valentia   | Callipo          | 3 - 1 | Libertas Brianza  | 25-21, 25-23, 23-25, 25-21        |
| 12ª giornata - 27 dicembre 2015 PalaParini, Cantù             | Libertas Brianza | 3 - 2 | Civita Castellana | 29-27, 25-22, 22-25, 15-25, 15-13 |
| 13ª giornata - 3 gennaio 2016 PalaEstra, Siena                | Emma Villas      | 3 - 2 | Libertas Brianza  | 23-25, 25-17, 25-22, 27-29, 15-13 |

#### Girone di ritorno
| 14ª giornata - 6 gennaio 2016 PalaParini, Cantù                      | Libertas Brianza  | 3 - 1 | Alessano         | 25-17, 25-12, 22-25, 25-22        |
| 15ª giornata - 10 gennaio 2016 Palazzetto dello Sport, Roma          | Club Italia       | 1 - 3 | Libertas Brianza | 25-23, 30-32, 23-25, 23-25        |
| 16ª giornata - 17 gennaio 2016 PalaGrotte, Castellana Grotte         | Materdomini       | 3 - 2 | Libertas Brianza | 25-20, 25-17, 21-25, 23-25, 15-13 |
| 17ª giornata - 24 gennaio 2016 PalaParini, Cantù                     | Libertas Brianza  | 1 - 3 | Argos            | 18-25, 23-25, 25-16, 21-25        |
| 18ª giornata - 31 gennaio 2016 Palazzetto dello Sport, Montefiascone | Tuscania          | 2 - 3 | Libertas Brianza | 25-21, 23-25, 25-22, 24-26, 9-15  |
| 19ª giornata - 14 febbraio 2016 PalaParini, Cantù                    | Libertas Brianza  | 3 - 0 | Mondovì          | 25-16, 25-20, 25-20               |
| 20ª giornata - 21 febbraio 2016 Palasport Comunale, Ortona           | Impavida Ortona   | 0 - 3 | Libertas Brianza | 28-30, 23-25, 21-25               |
| 21ª giornata - 28 febbraio 2016 PalaParini, Cantù                    | Libertas Brianza  | 1 - 3 | Tricolore        | 23-25, 21-25, 25-21, 12-25        |
| 22ª giornata - 6 marzo 2016 PalaParini, Cantù                        | Libertas Brianza  | 3 - 1 | Potentino        | 25-19, 17-25, 25-14, 25-17        |
| 23ª giornata - 9 marzo 2016 PalaSanFilippo, Brescia                  | Atlantide Brescia | 2 - 3 | Libertas Brianza | 23-25, 25-15, 14-25, 27-25, 7-15  |
| 24ª giornata - 13 aprile 2016 PalaParini, Cantù                      | Libertas Brianza  | 0 - 3 | Callipo          | 23-25, 24-26, 16-25               |
| 25ª giornata - 19 marzo 2016 Palazzetto dello Sport, Monterotondo    | Civita Castellana | 3 - 1 | Libertas Brianza | 25-19, 23-25, 26-24, 25-19        |
| 26ª giornata - 27 marzo 2016 PalaParini, Cantù                       | Libertas Brianza  | 0 - 3 | Emma Villas      | 19-25, 23-25, 25-27               |

#### Play-off promozione
| Quarti di finale (gara 1) - 3 aprile 2016 PalaValentia, Vibo Valentia | Callipo          | 3 - 2 | Libertas Brianza | 25-15, 22-25, 21-25, 25-22, 15-11 |
| Quarti di finale (gara 2) - 6 aprile 2016 PalaParini, Cantù           | Libertas Brianza | 0 - 3 | Callipo          | 27-25, 18-25, 19-25               |

### Coppa Italia di Serie A2

#### Fase a eliminazione diretta
| Quarti di finale - 20 gennaio 2016 PalaPolsinelli, Sora | Argos | 3 - 2 | Libertas Brianza | 25-16, 23-25, 25-21, 24-26, 15-8 |

## Statistiche

### Statistiche di squadra
| Competizione             | Punti | In casa | In casa | In casa | In trasferta | In trasferta | In trasferta | Totale | Totale | Totale |
| Competizione             | Punti | G       | V       | P       | G            | V            | P            | G      | V      | P      |
| ------------------------ | ----- | ------- | ------- | ------- | ------------ | ------------ | ------------ | ------ | ------ | ------ |
| Serie A2                 | 39    | 14      | 7       | 7       | 14           | 7            | 7            | 28     | 14     | 14     |
| Coppa Italia di Serie A2 | -     | -       | -       | -       | 1            | 0            | 1            | 1      | 0      | 1      |
| Totale                   | -     | 14      | 7       | 7       | 15           | 7            | 8            | 29     | 14     | 15     |

G = partite giocate; V = partite vinte; P = partite perse

### Statistiche dei giocatori
| Giocatore    | Serie A2 | Serie A2 | Serie A2 | Serie A2 | Serie A2 | Coppa Italia di Serie A2 | Coppa Italia di Serie A2 | Coppa Italia di Serie A2 | Coppa Italia di Serie A2 | Coppa Italia di Serie A2 | Totale | Totale | Totale | Totale | Totale |
| Giocatore    | P        | PT       | AV       | MV       | BV       | P                        | PT                       | AV                       | MV                       | BV                       | P      | PT     | AV     | MV     | BV     |
| ------------ | -------- | -------- | -------- | -------- | -------- | ------------------------ | ------------------------ | ------------------------ | ------------------------ | ------------------------ | ------ | ------ | ------ | ------ | ------ |
| L. Butti     | 25       | -        | -        | -        | -        | 1                        | -                        | -                        | -                        | -                        | 26     | -      | -      | -      | -      |
| R. Cominetti | 15       | 11       | 8        | 0        | 3        | 0                        | 0                        | 0                        | 0                        | 0                        | 15     | 11     | 8      | 0      | 3      |
| C. Gaggini   | 8        | 16       | 11       | 2        | 3        | -                        | -                        | -                        | -                        | -                        | 8      | 16     | 11     | 2      | 3      |
| U. Gerosa    | 28       | 65       | 22       | 17       | 26       | 1                        | 1                        | 0                        | 1                        | 0                        | 29     | 66     | 22     | 18     | 26     |
| M. Groppi    | 23       | 6        | 2        | 3        | 1        | 1                        | 0                        | 0                        | 0                        | 0                        | 24     | 6      | 2      | 3      | 1      |
| H. Krolis    | 28       | 420      | 358      | 28       | 34       | 1                        | 14                       | 13                       | 1                        | 0                        | 29     | 434    | 371    | 29     | 34     |
| F. Mazza     | 3        | 1        | 1        | 0        | 0        | 0                        | 0                        | 0                        | 0                        | 0                        | 3      | 1      | 1      | 0      | 0      |
| D. Monguzzi  | 28       | 240      | 156      | 60       | 24       | 1                        | 14                       | 5                        | 7                        | 2                        | 29     | 254    | 161    | 67     | 26     |
| A. Preti     | 28       | 468      | 400      | 33       | 35       | 1                        | 17                       | 16                       | 0                        | 1                        | 29     | 485    | 416    | 33     | 36     |
| M. Riva      | 20       | 60       | 48       | 7        | 5        | 1                        | 1                        | 1                        | 0                        | 0                        | 21     | 61     | 49     | 7      | 5      |
| G. Robbiati  | 28       | 225      | 141      | 70       | 14       | 1                        | 7                        | 6                        | 1                        | 0                        | 29     | 232    | 147    | 71     | 14     |
| G. Rudi      | 5        | -        | -        | -        | -        | 0                        | -                        | -                        | -                        | -                        | 5      | -      | -      | -      | -      |
| N. Tiozzo    | 28       | 376      | 327      | 33       | 16       | 1                        | 7                        | 5                        | 2                        | 0                        | 29     | 383    | 332    | 35     | 16     |
| F. Molteni   | 0        | 0        | 0        | 0        | 0        | 0                        | 0                        | 0                        | 0                        | 0                        | 0      | 0      | 0      | 0      | 0      |

P = presenze; PT = punti totali; AV = attacchi vincenti; MV = muri vincenti; BV = battute vincenti